# Olympische Jugend-Winterspiele 2024/Teilnehmer (Schweden)
| Gelbes Symbol für Goldmedaillen mit stilisierten Olympischen Ringen | Graues Symbol für Silbermedaillen mit stilisierten Olympischen Ringen | Braundes Symbol für Bronzemedaillen mit stilisierten Olympischen Ringen |
| ------------------------------------------------------------------- | --------------------------------------------------------------------- | ----------------------------------------------------------------------- |
| 4                                                                   | 4                                                                     | 3                                                                       |

Schweden nahm mit 53 Athleten (36 Frauen, 17 Männer) an den Olympischen Jugend-Winterspielen 2024 in der südkoreanischen Provinz Gangwon teil.

## Medaillen

### Medaillenspiegel
| Rang   | Sportart         | Gold | Silber | Bronze | Gesamt |
| ------ | ---------------- | ---- | ------ | ------ | ------ |
| 1      | Freestyle-Skiing | 2    | —      | 1      | 3      |
| 2      | Skilanglauf      | 1    | 1      | —      | 2      |
| 3      | Eishockey        | 1    | —      | —      | 1      |
| 4      | Ski Alpin        | —    | 3      | 2      | 5      |
| Gesamt | Gesamt           | 4    | 4      | 3      | 11     |

### Medaillengewinner
| Name/n | Sportart         | Wettkampf           |
| --- | ---------------- | ------------------- |
| Gold |                  |                     |
| Uma Kruse Een | Freestyle-Skiing | Skicross            |
| William Young Shing Uma Kruse Een | Freestyle-Skiing | Mixed-Team Skicross |
| Elsa Tänglander | Skilanglauf      | Sprint Freier Stil  |
| Meja Engelin Elin Löwenadler Tilde Wyckman Chloe Berndtsson Selma Karlsson Malva Lindgren Vilda Nordh Alva Vitalisson Ebba Westerlind Judith Andersson Disa Carlsson Tilde Grillfors Ida Melin Nellie Norén Nora Segerljung Svanefjord Tillie Ytfeldt Maja Åkerlund Matilda Österman | Eishockey        | Frauen Mannschaft   |
| Silber |                  |                     |
| Alexander Ax Swartz | Ski Alpin        | Alpine Kombination  |
| Elliot Westlund | Ski Alpin        | Slalom              |
| Astrid Hedin Elliot Westlund | Ski Alpin        | Mixed Team          |
| Kajsa Johansson | Skilanglauf      | Sprint Freier Stil  |
| Bronze |                  |                     |
| Liam Lijenborg | Ski Alpin        | Alpine Kombination  |
| Astrid Hedin | Ski Alpin        | Riesenslalom        |
| Måns Abersten | Freestyle-Skiing | Skicross            |

## Teilnehmer nach Sportart

### Biathlon
| Athleten                                               | Wettbewerbe                           | Zeit        | Fehler          | Rang |
| ------------------------------------------------------ | ------------------------------------- | ----------- | --------------- | ---- |
| Frauen                                                 |                                       |             |                 |      |
| Anine Karlsson                                         | 6 km Sprint                           | 23:30,5 min | 4 (2+2)         | 37   |
| Anine Karlsson                                         | 10 km Einzel                          | 44:54,1 min | 5 (2+0+2+1)     | 55   |
| Maya Rennermalm                                        | 6 km Sprint                           | 22:38,7 min | 3 (0+3)         | 29   |
| Maya Rennermalm                                        | 10 km Einzel                          | 44:33,3 min | 3 (0+1+1+1)     | 51   |
| Märta Wernersson                                       | 6 km Sprint                           | 24:30,3 min | 5 (0+5)         | 51   |
| Märta Wernersson                                       | 10 km Einzel                          | 46:49,9 min | 4 (2+2+0+0)     | 67   |
| Nilla Norberg Grönborg                                 | 6 km Sprint                           | 25:06,7 min | 7 (3+4)         | 58   |
| Nilla Norberg Grönborg                                 | 10 km Einzel                          | 48:25,5 min | 10 (3+4+2+1)    | 79   |
| Männer                                                 |                                       |             |                 |      |
| Anton Modigs                                           | 7,5 km Sprint                         | 22:32,3 min | 2 (2+0)         | 08   |
| Anton Modigs                                           | 12,5 km Einzel                        | 45:01,6 min | 3 (1+0+0+2)     | 16   |
| Arvid Trofast                                          | 7,5 km Sprint                         | DNS         | DNS             | DNS  |
| Arvid Trofast                                          | 12,5 km Einzel                        | 48:58,4 min | 8 (0+4+2+2)     | 51   |
| Olle Gedda                                             | 7,5 km Sprint                         | 25:15,7 min | 7 (4+3)         | 63   |
| Olle Gedda                                             | 12,5 km Einzel                        | 50:02,1 min | 10 (0+4+3+3)    | 58   |
| Thijn Omblets                                          | 7,5 km Sprint                         | 27:27,5 min | 7 (4+3)         | 82   |
| Thijn Omblets                                          | 12,5 km Einzel                        | 50:11,6 min | 6 (1+2+1+2)     | 61   |
| Mixed                                                  |                                       |             |                 |      |
| Maya Rennermalm Anton Modigs                           | Single-Mixed-Staffel (6 km + 7,5 km)  | 49:49,0 min | 2+18 (1+9 1+9)  | 18   |
| Maya Rennermalm Anine Karlsson Anton Modigs Olle Gedda | Mixed-Staffel (2 × 6 km + 2 × 7,5 km) | 1:22:53,3 h | 4+16 (3+5 1+11) | 8    |

### Curling
| Wettbewerb      | Mixed Team                                                                                    | Mixed Doppel                                                               |
| --------------- | --------------------------------------------------------------------------------------------- | -------------------------------------------------------------------------- |
| Athleten        | Astrid Linder Ivan Almeling Matilda Lindberg Vilmer Nygren                                    | Jonatan Meyerson Maja Roxin                                                |
| Vorrunde        | Neuseeland 9:3 Norwegen 10.7 Japan 2:10 Türkei China 5:4 Vereinigte Staaten 5:11 Nigeria 16:0 | Norwegen 10:7 Vereinigte Staaten 5:6 Slowenien 15:4 Ukraine 9:0 Katar 13:1 |
| Viertelfinale   | ausgeschieden                                                                                 | China 9:6                                                                  |
| Halbfinale      | ausgeschieden                                                                                 | Großbritannien 5:6                                                         |
| Spiel um Bronze | ausgeschieden                                                                                 | Vereinigte Staaten 4:7                                                     |
| Rang            | 8                                                                                             | 4                                                                          |

### Eishockey
| Wettbewerb | Frauen Mannschaft |
| ---------- | --- |
| Athleten   | Meja Engelin Elin Löwenadler Tilde Wyckman Chloe Berndtsson Selma Karlsson Malva Lindgren Vilda Nordh Alva Vitalisson Ebba Westerlind Judith Andersson Disa Carlsson Tilde Grillfors Ida Melin Nellie Norén Nora Segerljung Svanefjord Tillie Ytfeldt Maja Åkerlund Matilda Österman |
| Vorrunde   | Norwegen 5:1 Japan 2:1 n. P. |
| Halbfinale | Deutschland 6:1 |
| Finale     | Japan 4:0 |
| Rang       | Gold |

### Eiskunstlauf
| Athleten    | Wettbewerb | Kurzprogramm/-tanz | Kurzprogramm/-tanz | Kür/Kürtanz | Kür/Kürtanz | Gesamt | Gesamt |
| Athleten    | Wettbewerb | Punkte             | Rang               | Punkte      | Rang        | Punkte | Rang   |
| ----------- | ---------- | ------------------ | ------------------ | ----------- | ----------- | ------ | ------ |
| Männer      |            |                    |                    |             |             |        |        |
| Elias Sayed | Einzel     | 54,57              | 15                 | 95,57       | 16          | 150,14 | 16     |

### Eisschnelllauf
| Athleten        | Wettbewerb | Zeit        | Rang |
| --------------- | ---------- | ----------- | ---- |
| Frauen          |            |             |      |
| Josephine Grill | 500 m      | 45,84 s     | 32   |
| Josephine Grill | 1500 m     | 2:26,24 min | 32   |

| Athleten        | Wettbewerb  | Halbfinale  | Halbfinale | Finale        | Finale        | Rang |
| Athleten        | Wettbewerb  | Zeit        | Rang       | Zeit          | Rang          | Rang |
| --------------- | ----------- | ----------- | ---------- | ------------- | ------------- | ---- |
| Frauen          |             |             |            |               |               |      |
| Josephine Grill | Massenstart | 6:02,68 min | 13         | ausgeschieden | ausgeschieden | 22   |

### Freestyle-Skiing
| Athleten                     | Wettbewerb             | Gruppenphase | Gruppenphase | Achtelfinale        | Achtelfinale | Achtelfinale | Viertelfinale | Viertelfinale | Viertelfinale | Halbfinale         | Halbfinale    | Halbfinale    | Finale/Kleines Finale              | Finale/Kleines Finale | Finale/Kleines Finale | Rang   |
| Athleten                     | Wettbewerb             | Punkte       | Rang         | Gegner              | Punkte       | Rang         | Gegner        | Punkte        | Rang          | Gegner             | Punkte        | Rang          | Gegner                             | Punkte                | Rang                  | Rang   |
| ---------------------------- | ---------------------- | ------------ | ------------ | ------------------- | ------------ | ------------ | ------------- | ------------- | ------------- | ------------------ | ------------- | ------------- | ---------------------------------- | --------------------- | --------------------- | ------ |
| Frauen                       |                        |              |              |                     |              |              |               |               |               |                    |               |               |                                    |                       |                       |        |
| Nova Nilsson                 | Dual Moguls            | 8            | 17           | —                   | —            | —            | —             | —             | —             | Manuela Passaretta | 25            | 1             | Finale: Lottie Lodge               | 22                    | 1                     | Gold   |
| Olivia Hedberg               | Dual Moguls            | 11           | 5            | —                   | —            | —            | —             | —             | —             | Lottie Lodge       | 15            | 2             | Kleines Finale: Manuela Passaretta | 19                    | 1                     | Bronze |
| Männer                       |                        |              |              |                     |              |              |               |               |               |                    |               |               |                                    |                       |                       |        |
| Elis Moberg                  | Dual Moguls            | 11           | 5            | —                   | —            | —            | —             | —             | —             | Lee Yoon-seung     | 15            | 2             | Kleines Finale: Takuto Nakamura    | 16                    | 2                     | 4      |
| Noel Gravenfors              | Dual Moguls            | 11           | 5            | —                   | —            | —            | —             | —             | —             | Takuto Nakamura    | 32            | 1             | Finale: Lee Yoon-seung             | 17                    | 2                     | Silber |
| Mixed                        |                        |              |              |                     |              |              |               |               |               |                    |               |               |                                    |                       |                       |        |
| Olivia Hedberg Elis Moberg   | Mixed Team Dual Moguls | —            | —            | Boychuk / Sauvageau | 31           | 2            | ausgeschieden | ausgeschieden | ausgeschieden | ausgeschieden      | ausgeschieden | ausgeschieden | ausgeschieden                      | ausgeschieden         | ausgeschieden         | 10     |
| Nova Nilsson Noel Gravenfors | Mixed Team Dual Moguls | —            | —            | Sakai / Nakamura    | 28           | 2            | ausgeschieden | ausgeschieden | ausgeschieden | ausgeschieden      | ausgeschieden | ausgeschieden | ausgeschieden                      | ausgeschieden         | ausgeschieden         | 11     |

| Athleten                          | Wettbewerbe         | Vorrunde | Viertelfinale | Halbfinale | Finale/Kleines Finale | Rang   |
| Athleten                          | Wettbewerbe         | Rang     | Rang          | Rang       | Rang                  | Rang   |
| --------------------------------- | ------------------- | -------- | ------------- | ---------- | --------------------- | ------ |
| Frauen                            |                     |          |               |            |                       |        |
| Alexandra Nilsson                 | Skicross            | 2        | —             | 3          | Kleines Finale: 1     | 5      |
| Uma Kruse Een                     | Skicross            | 1        | —             | 1          | Finale: 1             | Gold   |
| Männer                            |                     |          |               |            |                       |        |
| Måns Abersten                     | Skicross            | 1        | —             | 2          | Finale: 3             | Bronze |
| William Young Shing               | Skicross            | 2        | —             | 3          | Kleines Finale: 1     | 5      |
| Mixed                             |                     |          |               |            |                       |        |
| Måns Abersten Uma Kruse Een       | Mixed-Team Skicross | Freilos  | 1             | RAL        | ausgeschieden         | 8      |
| William Young Shing Uma Kruse Een | Mixed-Team Skicross | Freilos  | 2             | 1          | Finale: 1             | Gold   |

### Rennrodeln
| Athleten       | Wettbewerb | Lauf 1   | Lauf 1 | Lauf 2   | Lauf 2 | Gesamt       | Gesamt |
| Athleten       | Wettbewerb | Zeit     | Rang   | Zeit     | Rang   | Zeit         | Rang   |
| -------------- | ---------- | -------- | ------ | -------- | ------ | ------------ | ------ |
| Frauen         |            |          |        |          |        |              |        |
| Johanna Kohala | Einsitzer  | 50,393 s | 24     | 49,907 s | 19     | 1:40,300 min | 20     |

### Ski Alpin
| Athleten            | Wettbewerb         | Lauf 1  | Lauf 1 | Lauf 2  | Lauf 2 | Gesamt      | Gesamt |
| Athleten            | Wettbewerb         | Zeit    | Rang   | Zeit    | Rang   | Zeit        | Rang   |
| ------------------- | ------------------ | ------- | ------ | ------- | ------ | ----------- | ------ |
| Frauen              |                    |         |        |         |        |             |        |
| Astrid Hedin        | Super-G            | —       | —      | —       | —      | 54,32 s     | 8      |
| Astrid Hedin        | Alpine Kombination | 57,62 s | 14     | 51,49 s | 3      | 1:49,11 min | 4      |
| Astrid Hedin        | Riesenslalom       | 49,40 s | 8      | 52,73 s | 3      | 1:42,13 min | Bronze |
| Astrid Hedin        | Slalom             | 49,69 s | 2      | DNF     | DNF    | DNF         | DNF    |
| Lina Gustafsson     | Super-G            | —       | —      | —       | —      | 55,36 s     | 15     |
| Lina Gustafsson     | Alpine Kombination | 58,47 s | 23     | DNF     | DNF    | DNF         | DNF    |
| Lina Gustafsson     | Riesenslalom       | DNF     | DNF    | DNF     | DNF    | DNF         | DNF    |
| Lina Gustafsson     | Slalom             | 50,92 s | 10     | 49,13 s | 9      | 1:40,05 min | 6      |
| Louise Lundqvist    | Super-G            | —       | —      | —       | —      | 56,59 s     | 29     |
| Louise Lundqvist    | Alpine Kombination | 58,82 s | 27     | 51,34 s | 2      | 1:50,16 min | 9      |
| Louise Lundqvist    | Riesenslalom       | 50,32 s | 15     | 53,96 s | 10     | 1:44,28 min | 12     |
| Louise Lundqvist    | Slalom             | 50,67 s | 6      | 48,90 s | 5      | 1:39,57 min | 4      |
| Männer              |                    |         |        |         |        |             |        |
| Alexander Ax Swartz | Super-G            | —       | —      | —       | —      | 55,41 s     | 16     |
| Alexander Ax Swartz | Alpine Kombination | 56,21 s | 26     | 53,38 s | 2      | 1:49,59 min | Silber |
| Alexander Ax Swartz | Riesenslalom       | DNF     | DNF    | DNF     | DNF    | DNF         | DNF    |
| Alexander Ax Swartz | Slalom             | DNF     | DNF    | DNF     | DNF    | DNF         | DNF    |
| Elliot Westlund     | Super-G            | —       | —      | —       | —      | 54,99 s     | 7      |
| Elliot Westlund     | Alpine Kombination | 54,35 s | 1      | 56,08 s | 14     | 1:50,43 min | 6      |
| Elliot Westlund     | Riesenslalom       | 49,21 s | 3      | DSQ     | DSQ    | DSQ         | DSQ    |
| Elliot Westlund     | Slalom             | 46,45 s | 2      | 52,21 s | 4      | 1:38,66 min | Silber |
| Liam Liljenborg     | Super-G            | —       | —      | —       | —      | 54,88 s     | 5      |
| Liam Liljenborg     | Alpine Kombination | 54,52 s | 4      | 55,78 s | 9      | 1:50,30 min | Bronze |
| Liam Liljenborg     | Riesenslalom       | 48,54 s | 1      | DNF     | DNF    | DNF         | DNF    |
| Liam Liljenborg     | Slalom             | 46,04 s | 1      | DNF     | DNF    | DNF         | DNF    |

| Athleten                     | Wettbewerbe | Achtelfinale | Achtelfinale | Viertelfinale | Viertelfinale | Halbfinale | Halbfinale | Finale | Finale | Rang   |
| Athleten                     | Wettbewerbe | Gegner       | Punkte       | Gegner        | Punkte        | Gegner     | Punkte     | Gegner | Punkte | Rang   |
| ---------------------------- | ----------- | ------------ | ------------ | ------------- | ------------- | ---------- | ---------- | ------ | ------ | ------ |
| Mixed                        |             |              |              |               |               |            |            |        |        |        |
| Astrid Hedin Elliot Westlund | Mannschaft  | GBR          | 3:1          | FRA           | 2:2 1         | FIN        | 4:0        | AUT    | 2:2 1  | Silber |

### Skilanglauf
| Athleten                                                   | Wettbewerb       | Zeit        | Rang |
| ---------------------------------------------------------- | ---------------- | ----------- | ---- |
| Frauen                                                     |                  |             |      |
| Elsa Tänglander                                            | 7,5 km klassisch | 22:43,4 min | 04   |
| Kajsa Johansson                                            | 7,5 km klassisch | 23:23,4 min | 17   |
| Männer                                                     |                  |             |      |
| Måns Ravald                                                | 7,5 km klassisch | 20:13,4 min | 05   |
| Tage Börjesson                                             | 7,5 km klassisch | 21:26,8 min | 31   |
| Mixed                                                      |                  |             |      |
| Kajsa Johansson Måns Ravald Elsa Tänglander Tage Börjesson | 4 × 5 km Staffel | 53:13,8 min | 04   |

| Athleten        | Wettbewerbe     | Qualifikation | Qualifikation | Viertelfinale | Viertelfinale | Halbfinale    | Halbfinale    | Finale        | Finale        | Rang   |
| Athleten        | Wettbewerbe     | Zeit          | Rang          | Zeit          | Rang          | Zeit          | Rang          | Zeit          | Rang          | Rang   |
| --------------- | --------------- | ------------- | ------------- | ------------- | ------------- | ------------- | ------------- | ------------- | ------------- | ------ |
| Frauen          |                 |               |               |               |               |               |               |               |               |        |
| Elsa Tänglander | Sprint Freistil | 3:27,75 min   | 1             | 3:39,15 min   | 1             | 3:38,68 min   | 1             | 3:33,98 min   | 1             | Gold   |
| Kajsa Johansson | Sprint Freistil | 3:33,49 min   | 6             | 3:40,33 min   | 2             | 3:39,23 min   | 3             | 3:34,24 min   | 2             | Silber |
| Männer          |                 |               |               |               |               |               |               |               |               |        |
| Tage Börjesson  | Sprint Freistil | 3:04,80 min   | 3             | 3:07,95 min   | 3             | ausgeschieden | ausgeschieden | ausgeschieden | ausgeschieden | 13     |
| Måns Ravald     | Sprint Freistil | 3:06,52 min   | 8             | 3:07,77 min   | 2             | 3:10,15 min   | 4             | 3:27,21 min   | 6             | 06     |